# Pauta (jornalismo)
A pauta é a orientação que os repórteres recebem descrevendo que tipo de reportagem será feita, com quem deverão falar, onde e como.  A pauta não necessariamente é escrita e nem sempre é premeditada. Um acidente de carro, por exemplo, só vira pauta na hora em que acontece. A pauta é elaborada, nos dias de hoje, por editores e sub-editores; no passado, existia o pauteiro.
Apesar de ser detalhada e repleta de orientações editoriais, a pauta não é rígida: o repórter pode modificar abordagens, sugerir outros entrevistados e até mudar completamente a natureza da reportagem que irá produzir levando em conta os acontecimentos factuais que presenciar depois de sair da redação em busca da notícia.  Ela é derivada de discussões que acontecem, normalmente, antes do repórter chegar na redação (reuniões de pautas, reuniões de produção ou de caixa, quando em telejornais de alcance nacional). É comparável a uma receita de bolo com abertura para o improviso  
.
No caso do telejornal, ela deve refletir a pretensão do espelho daquele dia, mas o texto final só vai ser polido mesmo na rua, com o contato do repórter com o tema e o enfrentamento dos desafios que ele oferece. 

## Formação da pauta
Dependendo do veículo de informação, a pauta pode ser elaborada de forma diferente , mas, em sua essência, constitui de cinco pontos. Uma pauta geralmente é montada seguindo os seguintes tópicos:

### Histórico
O histórico é o que situa o repórter no cenário da reportagem a ser desenvolvida. Antes de abordar o assunto, esta parte da pauta trata do que o assunto é e o que foi. Se a pauta tratar de algum evento em uma determinada guerra, o histórico informa o repórter da guerra em si, de suas causas, como começou e quando, até o presente próximo. Esta informação pode ser ao repórter dada no início para orientá-lo na apuração mas, no texto, em geral vem no fim ou em separado (num "box", se for em mídia impressa, como jornal e revista, ou "pé" da matéria, se for rádio ou TV).

### Matéria
Nesta seção, o encarregado de confeccionar a PAUTA fala exatamente do que o repórter irá tratar. Se a pauta tratar de algum acontecimento em uma guerra, a matéria é o acontecimento. Uma explosão, um ataque, um atentado.

### Abordagem
É o que marca a individualidade da matéria. Dois jornais podem falar sobre o mesmo assunto, só que sob abordagens diferentes. Ainda no exemplo do acontecimento numa guerra, o repórter pode abordar uma explosão como um feito de represália dos povos ocupados. Já outro jornal pode abordar o fato como um acidente.

### Imagens
Se tratar-se de uma pauta de telejornal, nesta seção o cinegrafista tem orientações do que mostrar e sob qual ângulo. Se tratar-se de uma pauta de jornal impresso, esta seção informa o fotógrafo sobre o que fotografar e como.

## Pauteiro
No jornalismo, chama-se de pauteiro o profissional que, dentro de uma redação, tem a função de decidir o que será noticiado. Cabe a ele elaborar a pauta do dia, isto é, os assuntos que os repórteres deverão sair para apurar (investigar). O pauteiro geralmente chega à redação mais cedo que os demais colegas (às vezes de madrugada) e seleciona, desenvolve e planeja as coberturas que serão atribuídas a cada repórter ou redator.
Comumente, um pauteiro recebe telefonemas, e-mails e cartas do público dando sugestões de pauta.